# Liste der nationalen geologischen Denkmäler Indiens
Die nationalen geologischen Denkmäler Indiens (im Englischen auch als National Geo-Heritage Sites of India bekannt, in Hindi भारतीय राष्ट्रीय भौगोलिक स्मारक) sind wichtige geologische Vorkommen nationaler Bedeutung, die von der Regierungsbehörde des Geological Survey of India als schutz- und unterhaltungsbedürftig ausgewiesen und gleichzeitig zur Hebung  des Tourismus als förderungswürdig eingestuft wurden.

## Einführung
Bis zum 9. März 2016 wurden insgesamt 26 Stätten als nationales geologisches Denkmal (Englisch: National Geological Monument of India) bekanntgegeben. Für ihren Schutz verantwortlich sind der GSI bzw. die jeweiligen Bundesstaaten.

## Stätten (Geological Heritage Sites)

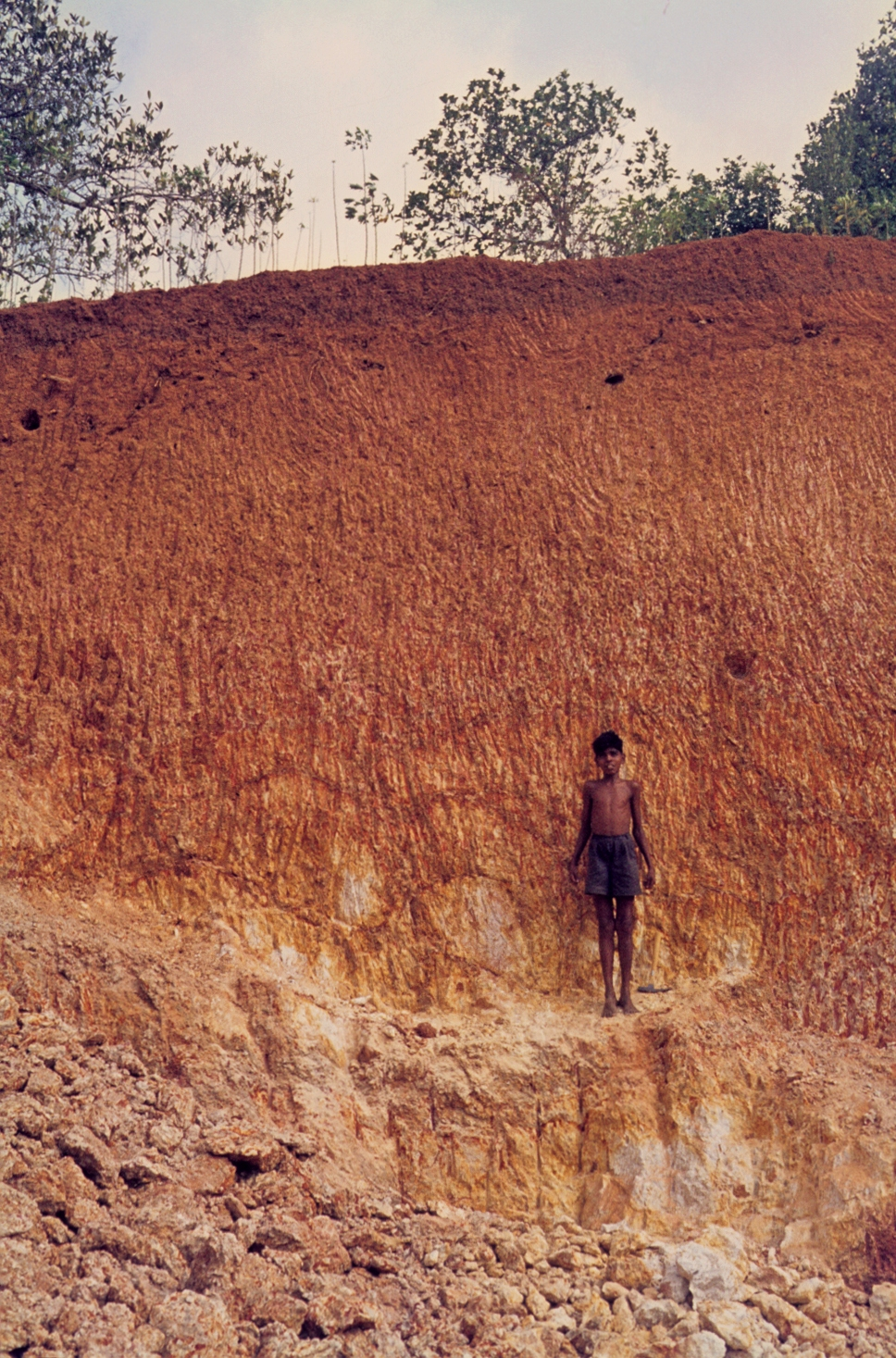
Lateritprofil auf Gneis bei Trivandrum, Kerala

Die Aufführung der einzelnen Stätten folgt der vom GSI gewählten Anordnung mit insgesamt 32 Geological Heritage Sites.
- Andhra Pradesh:
  - Vulkanogenes stratiformes Barytvorkommen von Mangampeta im Distrikt Kadapa – Stätte 1
  - Eparchaische Diskordanz. Aufgeschlossen an Hängen, Tal- und Straßenanschnitten in den Ghats von Tirupati-Tirumala im Distrikt Chittoor – Stätte 2
  - Felsbogen von Tirumala in den Tirumala Hills (Distrikt Chittoor) – Stätte 3
  - Erra Matti Dibbalu. Angeschnittene und stabilisierte Hügel aus roten Küstensedimenten zwischen Vishakhapatnam und Bheemunipatnam – Stätte 4
- Kerala:
  - Angadipuram-Laterit in der Nähe von Angadipuram, Distrikt Malappuram – Stätte 5
  - Varkala-Küstenprofil bei Varkala im Distrikt Thiruvananthapuram – Stätte 6
- Tamil Nadu:
  - Fossilholz-Nationalpark von Tiruvakkarai beim Dorf Tiruvakkarai im Distrikt Viluppuram – Stätte 7
  - Fossilholz-Nationalpark von Sathanur bei Sathanur im Distrikt Perambalur – Stätte 8
  - St.-Thomas-Charnockit des St.-Thomas-Mount in Chennai – Stätte 9
  - Fossilpark der Karai-Badlands-Formation in den Badlands der Karai-Formation, mit Kreidefossilien im Profil Karai-Kulakkalnattam (Distrikt Perambalur) – Stätte 10
- Gujarat:
  - Strömungsstrukturen am Kadana-Damm im Distrikt Panchmahal – Stätte 11

- Rajasthan:

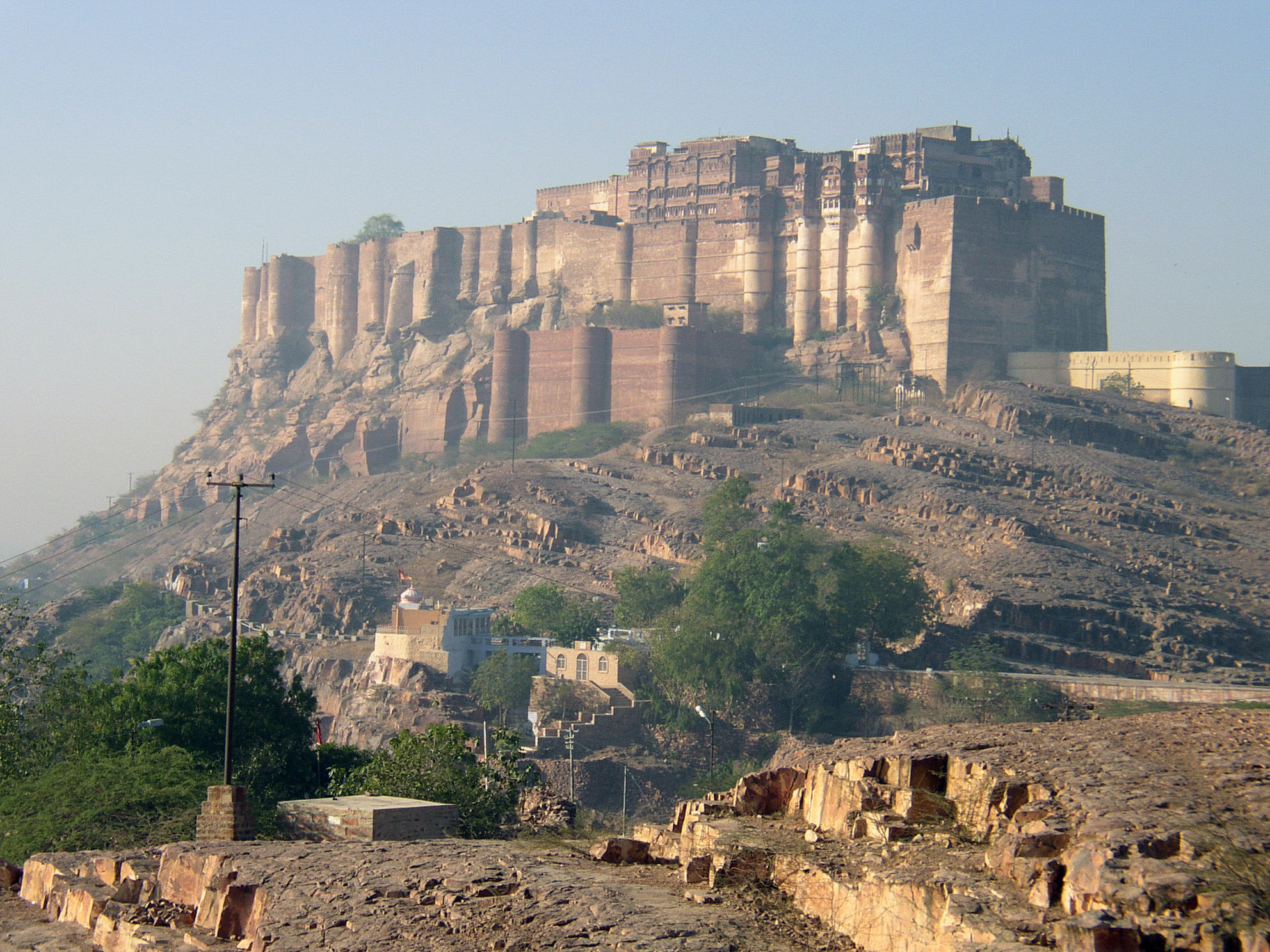
Die Festung Mehrangarh an der Stätte 20

  - Sendra-Granit im Distrikt Pali – Stätte 12
  - Barr-Konglomerat im Distrikt Pali – Stätte 13
  - Stromatolithen-Fossilpark in der Phosphatlagerstätte des Jharmarkotra Rock im Distrikt Udaipur – Stätte 14
  - Gossan des Rajpura-Dariba-Erzgürtels im Distrikt Udaipur – Stätte 15
  - Bhojunda-Stromatholithenpark im Distrikt Chittorgarh – Stätte 16
  - Akal-Fossilholzpark im Distrikt Jaisalmer – Stätte 17
  - Kishangarh-Nephelinsyenit im Distrikt Ajmer – Stätte 18
  - Jodhpur-Tuff im Distrikt Jodhpur – Stätte 19
  - Jodhpur-Gruppe mit dem Kontakt der Malani Igneous Suite im Distrikt Jodhpur – Stätte 20
  - Great Boundary Fault bei Satur im Distrikt Bundi – Stätte 21
- Maharashtra:
  - Lonar-See im Distrikt Buldhana – Stätte 22
- Chhattisgarh:
  - Unterpermische Meeresablagerung bei Manendragarh im Distrikt Surguja – Stätte 23
- Karnataka:
  - Säulenlava von St. Mary Islandim Distrikt Udupi – Stätte 24
  - Kissenlaven bei Mardihalli im Distrikt Chitradurga – Stätte 25
  - Gneis der Lalbagh-Halbinsel in Bangalore – Stätte 26
  - Pyroklastika und Kissenlaven der Kolar Gold Fields, Kolar Gold Fields im Distrikt Kolar – Stätte 27
- Himachal Pradesh:
  - Shivalik-Fossilpark bei Saketi im Distrikt Sirmaur – Stätte 28
- Odisha:
  - Kissenlaven im Eisenerzgürtel von Nomira, Distrikt Kendujhar – Stätte 29
- Jharkhand:
  - Fossilpflanzenschichten der Rajmahal-Formation, als Einschaltungen im Trapp, Obere Gondwana-Folge bei Mandro im Distrikt Sahibganj – Stätte 30
- Nagaland:
  - Nagahill-Ophiolith bei Pungro – Stätte 31
- Sikkim:
  - Stromatolithenführender Dolomitkalk der Buxa-Formation bei Mamley in der Nähe von Namchi im Distrikt South Sikkim – Stätte 32